# Шаммурамат
Шаммурамат (9 століття до н. е.  — 8 століття до н. е. ), у греків Семіраміда — цариця Ассирії приблизно у 811—805 до н. е., воїтелька, реформаторка ассирійської релігії.
Ймовірно донька царя Мардук-закір-шумі I, одружилася з Шамші-Ададом V. Народила сина Адад-нірарі III, за малолітства якого правила як регентка. Усього правила 5 років. 
Шаммурамат за походженням була вавилонянкою, і під її впливом в Ассирії був введений культ бога Набу. Його статуї знайдені в Кальху з написом, що наказував не визнавати ніякого іншого бога. Це робилося, ймовірно, для більш тісного згуртування держави.
Шаммурамат вела війни головним чином проти Мідії і Манни.
Починаючи з 805 до н. е. син Адад-нірарі III став правити самостійно. Однак і надалі Шаммурамат продовжувала відігравати велику роль. На це вказує те, що вона названа разом з царем у написах Белтарсіїліми, намісника Кальху, і на статуях бога Набу.
В античну літературу Шаммурамат увійшла під ім'ям Семіраміди, з якою пов'язувалися «висячі сади» — одне з Семи чудес світу, і якій приписували чудові пригоди.